# Roystonea stellata
Roystonea stellata är en enhjärtbladig växtart som beskrevs av Leon. Roystonea stellata ingår i släktet Roystonea och familjen Arecaceae. IUCN kategoriserar arten globalt som starkt hotad. Inga underarter finns listade i Catalogue of Life.